# 山本義章
山本 義章（やまもと よしあき、1896年10月5日 - 1961年9月26日）は、日本の内務官僚、弁護士。第32代京都府知事（最後の官選知事）、陸軍司政長官。

## 経歴
鳥取県鳥取市出身。山本吉太郎の長男。東京帝国大学法科卒業。
大阪市警察署長、北海道庁・兵庫県・警視庁各特高課長、大阪府工場課長、長野県書記官・警察部長、千葉県書記官・警察部長、長崎県書記官・警察部長、熊本県経済部長、秋田県書記官・総務部長、ジャカルタ州長官、京都府知事を歴任。その後、公職追放となる。
1946年弁護士を開業。追放解除後の1953年の第3回参議院議員通常選挙において出身地の鳥取地方区から緑風会公認で立候補したが落選した。

## 栄典
勲章
- 1943年（昭和18年）10月9日  - 勲三等瑞宝章[5]